# Hartyáni Gábor
Hartyáni Gábor (Budapest, 1947. november 23. –) labdarúgó, hátvéd, edző.

## Pályafutása

### Klubcsapatban
Az Elektromosban nevelkedett, majd az Újpest tartalék csapatában szerepelt.
1970 és 1976 között a Videoton labdarúgója volt, ahol tagja volt, az 1975–76-os idényben bajnoki ezüstérmet szerzett csapatnak. 1976 és 1979 között a Székesfehérvári MÁV Előre együttesében játszott. Az első idényben tagja volt az NB II-ből feljutó csapatnak.

### Edzőként
1992 és 1994 között a Videoton, 1997 és 1999 között a Gázszer vezetőedzője volt.

## Sikerei, díjai

### Játékosként
- Magyar bajnokság
  - 2.: 1975–76